# Les Loups de Montmartre
Pour plus de détails, voir Fiche technique et Distribution.
Les Loups de Montmartre (The Humming Bird) est un film américain réalisée par Sidney Olcott, sorti en 1924.

## Fiche technique
- Titre : Les Loups de Montmartre
- Titre original : The Humming Bird
- Réalisation : Sidney Olcott
- Scénario : Forrest Halsey d'après une pièce de Maude Fulton
- Société de production et de distribution : Paramount Pictures
- Photographie : Harry Fischbeck
- Montage : Patricia Rooney
- Pays de production : États-Unis
- Format : Noir et blanc - film muet
- Genre : Drame
- Durée : 80 minutes
- Dates de sortie :
  - États-Unis : 13 janvier 1924
  - Grande-Bretagne : 9 février 1925

## Distribution
- Gloria Swanson : Toinette
- Edmund Burns : Randall Carey
- William Ricciardi : Papa Jacques
- Cesare Gravina : Charlot
- Mario Majeroni : La Roche
- Adrienne D'Ambricourt : The Owl

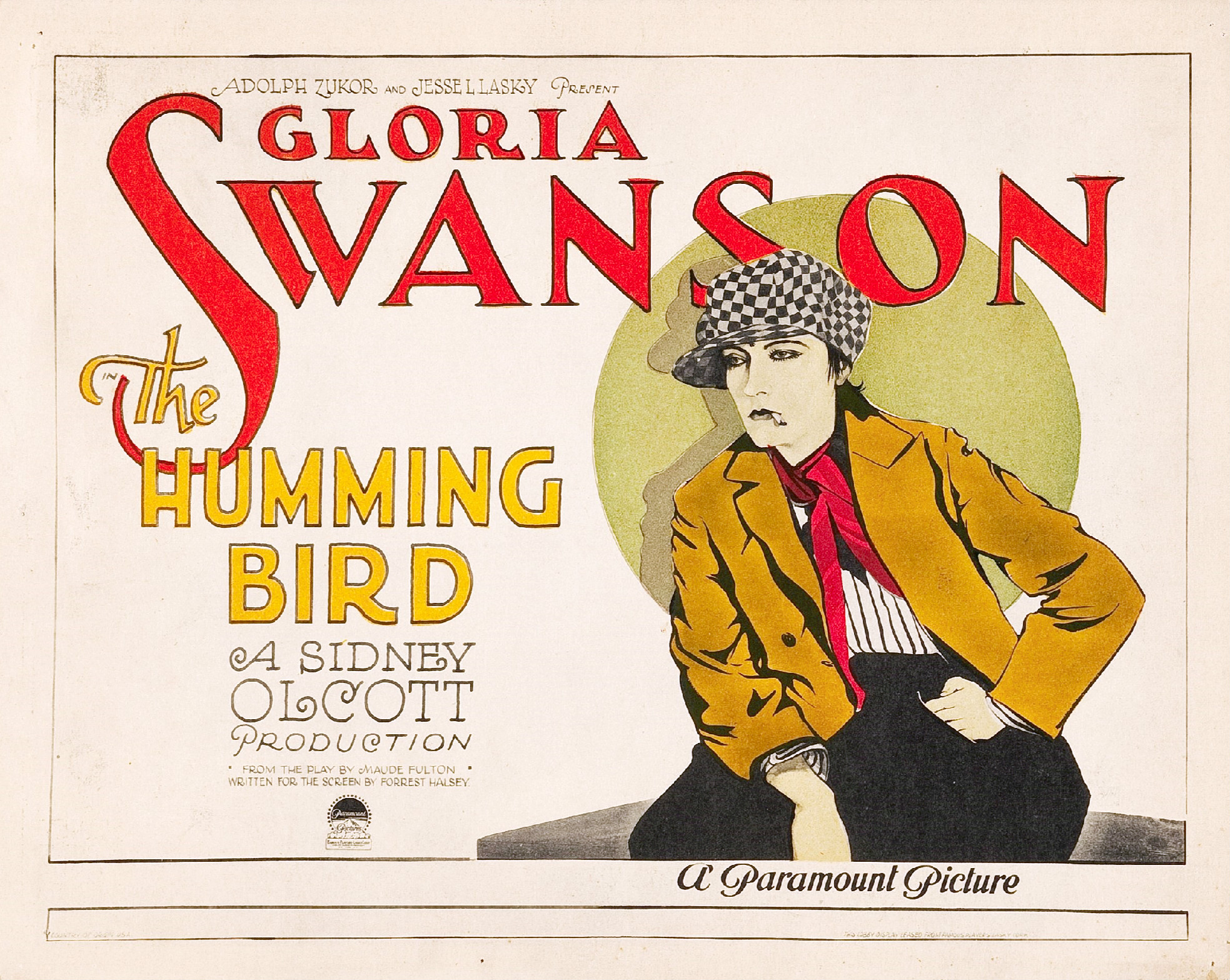
Carte promotionnelle du film

- Helen Lindroth : Henrietta Rutherford
- Rafael Bonqini : Bouchet
- Regina Quinn : Beatrice
- Aurelio Coccia : Bosque
- Jacques D'Auray : Zi-Zi

## À noter
Bien que l'action se déroule à Paris; que le film porte un titre français, il n'a pas été distribué en France, alors qu'il le fut sous ce titre en Suisse et en Belgique .